# Kanzach

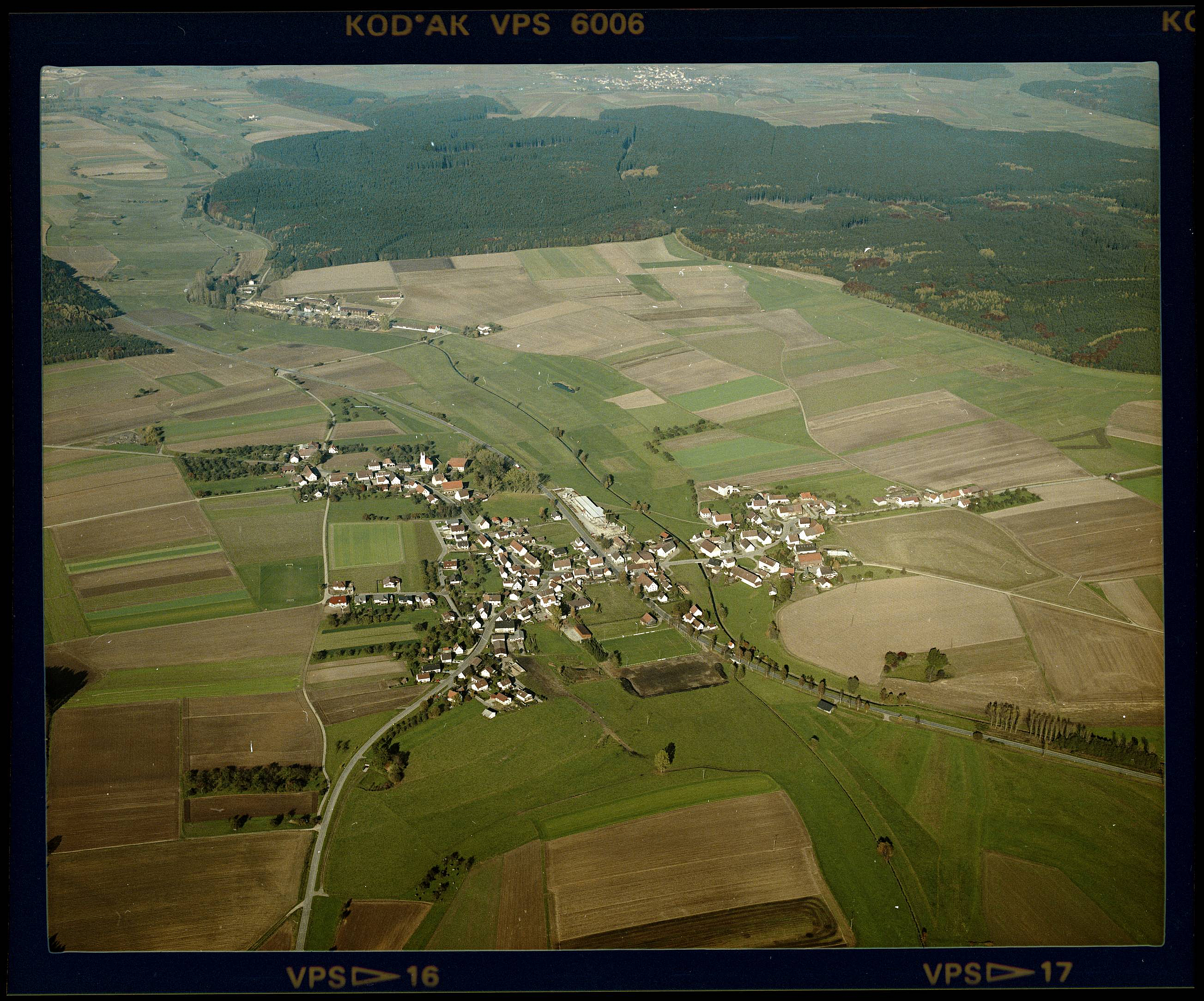
Luftbild von Kanzach (1984)

Kanzach ist eine Gemeinde im baden-württembergischen Landkreis Biberach.

## Geographie

### Lage
Die Gemeinde liegt etwa fünf Kilometer westlich des Federsees und nordwestlich von Bad Buchau.

### Gemeindegliederung
Zu Kanzach gehören das gleichnamige Dorf, der Weiler Seelenhof, das Gehöft Vollochhof (Obervolloch) und die Häuser Bahnhof Seelenwald und Vollochmühlen (Untervolloch).

### Nachbargemeinden
Von Westen beginnend grenzt Kanzach an die Gemeinden Ertingen, Dürmentingen, Betzenweiler, Moosburg, die Stadt Bad Buchau, Dürnau und eine Exklave der Stadt Riedlingen.

### Schutzgebiete
Zu Kanzach gehören Teile der beiden Naturschutzgebiete Westliches Federseeried/Seelenhofer Ried und Blinder See Kanzach sowie des FFH-Gebiets Federsee und Blinder See bei Kanzach und des Vogelschutzgebiets Federseeried.

## Geschichte

Pfarrkirche Kanzach

### Vom Mittelalter bis zum Untergang des alten Reichs
Kanzach ist 1169 als „Canca“ erstmals urkundlich erwähnt. Um 1230 baute Ortolf von Pflummern auf dem „Schlößlesberg“ eine Bachritterburg in der Bauweise einer Turmhügelburg. Von 1442 bis 1803 gehörte Kanzach zum Damenstift Buchau. Infolge des Reichsdeputationshauptschlusses fiel der Ort an die Fürsten von Thurn und Taxis, die ihn dem Reichsfürstentum Buchau einverleibten. Nach dem Preßburger Frieden kam er 1806 zum Königreich Württemberg.

### Seit der Zugehörigkeit zu Württemberg
Für mehr als ein Jahrhundert gehörte Kanzach zum Oberamt Riedlingen. Bei der Kreisreform während der NS-Zeit gelangte das Dorf 1938 zum Landkreis Saulgau. Kanzach wurde 1945 Teil der Französischen Besatzungszone und kam somit zum Nachkriegsland Württemberg-Hohenzollern, das 1952 im Bundesland Baden-Württemberg aufging. Seit der Kreisreform von 1973 gehört der Ort zum Landkreis Biberach, er schloss sich damals dem Gemeindeverwaltungsverband Bad Buchau an.

### Religion
Kanzach ist seit jeher katholisch geprägt. Die römisch-katholische Kirchengemeinde Mariä Himmelfahrt gehört zur Seelsorgeeinheit Federsee im Dekanat Biberach der Diözese Rottenburg-Stuttgart.

## Politik

### Gemeinderat
Der Gemeinderat in Kanzach hat acht Mitglieder. Neben dem stimmberechtigten Bürgermeister als Vorsitzendem besteht er aus ehrenamtlichen Gemeinderäten. Bei der Kommunalwahl am 9. Juni 2024 wurde der Gemeinderat durch Mehrheitswahl gewählt. Eine solche findet statt, wenn kein oder nur ein Wahlvorschlag eingereicht wird. Die Bewerber mit den höchsten Stimmenzahlen sind dann gewählt. Die Wahlbeteiligung betrug 72,0 % (2019: 67,5 %).

### Bürgermeister
- 1984 bis 2007: Rudolf Obert
- 2008 bis 2019: Erwin Hölz
- seit 1. April 2019: Klaus Schultheiß

### Wappen
| Wappen der Gemeinde Kanzach | Blasonierung: „In Gold (Gelb) ein achtschaufliges blaues Mühlrad mit vier schrägen Speichen, überdeckt mit einem schwebenden roten Kreuz mit Tatzenenden (Adelindiskreuz).“ |
| Wappen der Gemeinde Kanzach | Wappenbegründung: Das rote Adelindiskreuz aus dem Wappen des ehemaligen reichsunmittelbaren Stifts Buchau soll daran erinnern, dass letzteres von 1442 bis zur Säkularisation im Jahre 1802 den größten Teil von Kanzach besessen hat. Das Mühlrad bezieht sich auf die 1361 als österreichisches Lehen erwähnte „Mühle zu Vochenloch“ und die nach der Federseefällung 1808 entstandene neue Vollochmühle samt der danebenliegenden älteren Sägmühle. Wappen und Flagge wurden vom Landratsamt Biberach am 7. Mai 1980 verliehen. |

### Gemeindepartnerschaft
Eine Partnerschaft besteht mit der südwestfranzösischen Gemeinde Segonzac in der Weinbauregion Cognac im Département Charente.

## Verkehr
Eine der letzten Schmalspurstrecken Baden-Württembergs, die Federseebahn von Bad Schussenried über Bad Buchau nach Riedlingen, wurde 1915 bis Dürmentingen verlängert. 1916 war das letzte Stück bis Riedlingen fertiggestellt. Die Strecke mit Haltestellen in Kanzach und Seelenwald wurde 1960 stillgelegt.
Durch Kanzach führt als Landes-Radfernweg der Oberschwaben-Allgäu-Radweg. Er ist eine Rundstrecke über Ulm und Tettnang und verläuft dabei von Bad Saulgau kommend über Dürnau nach Kanzach und weiter nach Moosburg am Federsee.

## Kultur und Sehenswürdigkeiten

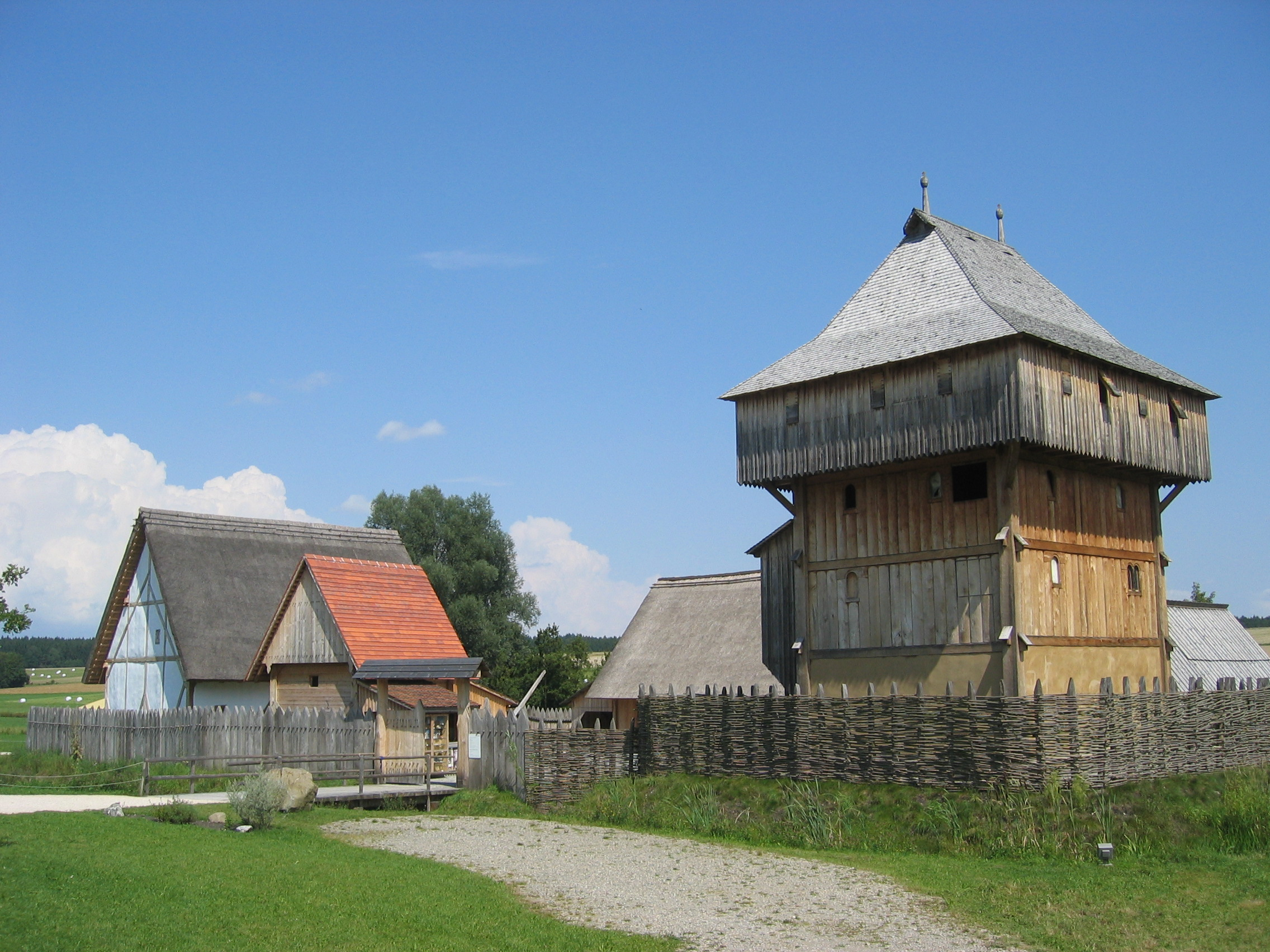
Bachritterburg Kanzach

Alle Kulturdenkmale der Gemeinde sind in der Liste der Kulturdenkmale in Kanzach verzeichnet.

### Bauwerke
- Pfarrkirche St. Mariä Himmelfahrt
- Bachritterburg Kanzach, vollständig rekonstruierter Nachbau einer mittelalterlichen Turmhügelburg eines Niederadligen
- Pfarrscheuer, erbaut um 1800 (seit 1975 unter Denkmalschutz)
- Burg Rußegg, abgegangene Burg beim Weiler Seelenwald

### Naturschutzgebiet

Blinder See

- Blinder See